# Anna Fiodorówna
Anna Fiodorówna (auch Anna Holszańska; † 25. Mai 1458 in Czersk (Burg Czersk)) war eine litauische Adelige und masowische Herzogin. Sie entstammte dem Adelsgeschlecht der Gediminiden und heiratete in die masowischen Piasten ein.

## Leben
Anna war Tochter des Fürsten Fiodoras Algirdaitis († 1394). Um 1412 heiratete sie Bolesław Januszowic von Masowien. Mit ihm hatte sie die Kinder Bolesław IV. (Warschau), Euphemia III. von Masowien, die Ehefrau des litauischen Fürsten Michael Žygimantaitis, sowie den Sohn Konrad, der jung verstarb. Bis 1436 übte sie die Regentschaft für ihren minderjährigen Sohn Bolesław aus.
In Warschau stiftete sie das Heilig-Geist-Spital sowie einige Kapellen in der Warschauer Johanneskathedrale. Schließlich stiftete sie die Warschauer Annakirche mit einem Franziskanerkloster, dessen Mönche sie aus Krakau einlud.